# Mistrzostwa Europy w Lekkoatletyce 2018 – sztafeta 4 × 400 m mężczyzn
Sztafeta 4 × 100 metrów mężczyzn – jedna z konkurencji biegowych rozgrywanych podczas lekkoatletycznych mistrzostw Europy na Stadionie Olimpijskim w Berlinie.
Tytuł mistrzowski z 2016 obroniła reprezentacja Belgii.

## Terminarz
| Data        | Godzina |            |
| ----------- | ------- | ---------- |
| 10 sierpnia | 13:05   | Eliminacje |
| 11 sierpnia | 21:30   | Finał      |

## Rekordy
Tabela prezentuje rekord świata, rekord Europy, rekord mistrzostw Europy oraz najlepsze wyniki na listach światowych i europejskich w sezonie 2018 przed rozpoczęciem mistrzostw.
|                          | Zawodnicy                                                                                         | Wynik   | Miejsce   | Data                  | Źródło |
| ------------------------ | ------------------------------------------------------------------------------------------------- | ------- | --------- | --------------------- | ------ |
| Rekord świata            | Stany Zjednoczone (Andrew Valmon, Quincy Watts, Butch Reynolds, Michael Johnson)                  | 2:54,29 | Stuttgart | 22 sierpnia 1993(dts) | [ 1 ]  |
| Rekord Europy            | Wielka Brytania (Iwan Thomas, Jamie Baulch, Mark Richardson, Roger Black)                         | 2:56,60 | Atlanta   | 3 sierpnia 1996(dts)  | [ 2 ]  |
| Rekord mistrzostw Europy | Wielka Brytania (Paul Sanders, Kriss Akabusi, John Regis, Roger Black)                            | 2:58,22 | Split     | 1 września 1990(dts)  | [ 3 ]  |
| Listy światowe           | Uniwersytet Południowej Kalifornii (Ricky Morgan, Rai Benjamin, Zachary Shinnick, Michael Norman) | 2:59,00 | Eugene    | 8 czerwca 2018(dts)   | [ 4 ]  |
| Listy europejskie        | Włochy · (Daniele Corsa, Michele Tricca, Vladimir Aceti, Davide Re)                               | 3:02,11 | Berno     | 16 czerwca 2018(dts)  | [ 5 ]  |

## Rezultaty

### Eliminacje
Awans: 3 najlepsze z każdego biegu (Q) oraz 2 z najlepszymi czasami wśród przegranych (q).

Źródło: european-athletics.org.
| Pozycja | Bieg | Tor | Państwo         | Zawodnicy                                                             | Czas    | Uwagi     |
| ------- | ---- | --- | --------------- | --------------------------------------------------------------------- | ------- | --------- |
| 1.      | 1    | 4   | Wielka Brytania | Cameron Chalmers, Dwayne Cowan, Rabah Yousif, Martyn Rooney           | 3:01,62 | Q, EL     |
| 2.      | 1    | 5   | Francja         | Mame-Ibra Anne, Mamadou Kassé Hanne, Teddy Atine, Thomas Jordier      | 3:01,67 | Q,        |
| 3.      | 1    | 7   | Czechy          | Patrik Šorm, Michal Desenský, Vít Müller, Pavel Maslák                | 3:02,52 | Q,        |
| 4.      | 2    | 4   | Belgia          | Julien Watrin, Robin Vanderbemden, Jonathan Sacoor, Dylan Borlée      | 3:02,55 | q         |
| 5.      | 1    | 3   | Polska          | Dariusz Kowaluk, Rafał Omelko, Mateusz Rzeźniczak, Kajetan Duszyński  | 3:02,75 | Q         |
| 6.      | 1    | 6   | Niemcy          | Marvin Schlegel, Torben Junker, Fabian Dammermann, Johannes Trefz     | 3:03,37 | q         |
| 7.      | 2    | 3   | Włochy          | Edoardo Scotti, Michele Tricca, Vladimir Aceti, Davide Re             | 3:04,08 | Q         |
| 8.      | 2    | 5   | Hiszpania       | Mark Ujakpor, Lucas Búa, Darwin Echeverry, Samuel García              | 3:04,62 | Q,        |
| 9.      | 2    | 6   | Holandia        | Tony van Diepen, Liemarvin Bonevacia, Ramsey Angela, Nick Smidt       | 3:04,93 |           |
| 10.     | 1    | 8   | Ukraina         | Ołeksij Pozdniakow, Danyło Danyłenko, Stanisław Senyk, Witalij Butrym | 3:05,95 | SB        |
| 11.     | 2    | 8   | Irlandia        | Christopher O’Donnell, Brandon Arrey, Leon Reid, Thomas Barr          | 3:06,55 | SB        |
| 12.     | 2    | 1   | Chorwacja       | Mateo Ružić, Hrvoje Čukman, Sven Cepuš, Mateo Kovačić                 | 3:07,80 | SB        |
| 13.     | 2    | 7   | Turcja          | Abdullah Tütünci, Yavuz Can, Akin Özyürek, Batuhan Altıntaş           | 3:07,83 |           |
| 14.     | 2    | 2   | Rumunia         | Cristian Radu, Cosmin Trofin, David-Iustin Nastase, Robert Parge      | 3:10,08 |           |
| 15 !    | 1    | 2   | Szwecja         | Carl Bengtström, Erik Martinsson, Dennis Forsman, Joel Groth          | DQ      | 170.20    |
| 15 !    | 1    | 1   | Szwajcaria      | Jonas Gehrig, Ricky Petrucciani, Joel Burgunder, Charles Devantay     | DQ      | 163.3 (b) |

### Finał
Źródło: european-athletics.org.
| Pozycja | Tor | Państwo         | Zawodnicy                                                           | Czas    | Uwagi |
| ------- | --- | --------------- | ------------------------------------------------------------------- | ------- | ----- |
| 01 !    | 3   | Belgia          | Dylan Borlée, Jonathan Borlée, Jonathan Sacoor, Kévin Borlée        | 2:59,47 | EL    |
| 02 !    | 5   | Wielka Brytania | Rabah Yousif, Dwayne Cowan, Matthew Hudson-Smith, Martyn Rooney     | 3:00,36 | SB    |
| 03 !    | 7   | Hiszpania       | Óscar Husillos, Lucas Búa, Samuel García, Bruno Hortelano           | 3:00,78 | SB    |
| 4.      | 6   | Francja         | Ludvy Vaillant, Mamadou Kassé Hanne, Teddy Atine, Thomas Jordier    | 3:02,08 |       |
| 5.      | 2   | Polska          | Karol Zalewski, Rafał Omelko, Łukasz Krawczuk, Kajetan Duszyński    | 3:02,27 |       |
| 6.      | 4   | Włochy          | Edoardo Scotti, Michele Tricca, Davide Re, Matteo Galvan            | 3:02,34 |       |
| 7.      | 8   | Czechy          | Jan Tesař, Pavel Maslák, Patrik Šorm, Filip Šnejdr                  | 3:03,00 |       |
| 8.      | 1   | Niemcy          | Patrick Schneider, Torben Junker, Fabian Dammermann, Johannes Trefz | 3:04,69 |       |